# Guy Henly
Guy Nicholas Henly (nascido em 14 de maio de 1987) é um atleta paralímpico australiano. Atualmente, compete no lançamento de disco e no arremesso de peso e conquistou medalhas no Campeonato Mundial de Atletismo Paralímpico, em 2013 e em 2015.

## Rio 2016, competição masculina do atletismo
Defendeu as cores da Austrália disputando os Jogos Paralímpicos do Rio de Janeiro, em 2016, onde ficou em quarto lugar no lançamento de disco da categoria F37, com a marca de 51.97 metros.